# Кандерико (Анкона)
Кандерико је насеље у Италији у округу Анкона, региону Марке.
Према процени из 2011. у насељу је живело 11 становника. Насеље се налази на надморској висини од 427 м.